# Брод Зрински на Уни
Брод Зрински на Уни је назив за пријелаз (брод) преко ријеке Уне гдје је касније подигнут Новиград. Тачан положај мјеста није познат, а ту се 1483. године одиграла значајна битка између хрватско-српских и турских снага.

## Битка
Хрватским снагама је командовао бан Матијаш Гереб, кнез Бернардин Франкопан и кнез Зрински. Српске вође су били властелини Дмитар и Јован Јакшић. Турске снаге под командом санџак-бега Хаџи бега су се враћале послије пљачке Корушке, Крањске и Хрватске. Примијетивши да су хришћани бројнији, Турци нуде робље које су похватали и одштету у новцу у замјену за слободан прелаз преко Уне. Док су се преговори водили, Турци су почели да убијају хришћанско робље, што су Срби и Хрвати примијетили. Зато 29. октобра 1483. врше напад на турски логор са свих праваца и до јутра га уништавају.

## Последице
По записима хроничара Ј. Унреста турске снаге су бројале 5500 људи. 2000 је заробљено а остало изгинуло у борбама. Заробљени хришћани који су бројали неколико хиљада, су ослобођени из турског ропства.